# Pseudauchenipterus nodosus
Pseudauchenipterus nodosus es una especie de pez de la familia Auchenipteridae en el orden de los Siluriformes.

## Morfología
• Los machos pueden llegar alcanzar los 22 cm de longitud total.

## Depredadores
En la Guayana Francesa es depredado por  Arius parkeri  y Hexanematichthys Proops.

## Hábitat
Es un pez de agua dulce y de clima tropical (20 °C-25 °C).

## Distribución geográfica
Se encuentran en Sudamérica: desde Venezuela y el sur de  Trinidad hasta  Brasil (Bahía ).